# Wybory prezydenckie w Bangladeszu w 2009 roku
Wybory prezydenckie w Bangladeszu w 2009 – wybory prezydenckie, które odbyły się 16 lutego 2009 roku. 
Wyboru prezydenta dokonało 300–-osobowe Zgromadzenie Narodowe. 
Dnia 11 lutego 2009 nowym prezydentem kraju został ogłoszony Zillur Rahman. Nastąpiło to po tym jak okazało się, że został jedynym kandydatem nominowanym do objęcia prezydentury, a jego nominacja została uznana przez Komisję Wyborczą za ważną.
12 lutego 2009 Rahman został zaprzysiężony na stanowisku 19. prezydenta Bangladeszu.
W tym dniu Zgromadzenie Narodowe potwierdziło rozpoczęcie prezydentury przez Rahmana. W swoim przemówieniu tego samego dnia  wyraził pragnienie pracy na rzecz dobrobytu współobywateli oraz ochrony demokracji.